# Atsushi Miyake
Atsushi Miyake (Japans: 三宅 淳詞, Miyake Atsushi) (Ise, 17 maart 1999) is een Japans autocoureur.

## Autosportcarrière
Miyake begon zijn autosportcarrière in het formuleracing in 2018 met een overwinning in het SRS-F (Suzuka Circuit Racing School Formula) Scholarship. Aan het eind van dat jaar maakte hij zijn professionele autosportdebuut in het Japanse Formule 4-kampioenschap, waarin hij in het laatste raceweekend op de Twin Ring Motegi uitkwam voor het team Eagle Sports; hij eindigde allebei de races als elfde. In 2019 kwam hij in deze klasse uit als fulltime coureur. Tevens werd hij een protegé van Honda, waardoor hij uitkwam voor het team Honda Formula Dream Project. Hij won de tweede race van het seizoen op het Okayama International Circuit en hij stond in zeven andere races op het podium. Met 147 punten werd hij achter zijn teamgenoot Ren Sato tweede in het kampioenschap.
In 2020 maakte Miyake de overstap naar de Super GT, waarin hij in de GT300-klasse uitkwam voor het nieuwe team Max Racing in een Lexus RC F GT3. Samen met zijn teamgenoot Rintaro Kubo scoorde hij geen punten en was een dertiende plaats op de Fuji Speedway zijn beste resultaat. In 2021 bleef Miyake bij Max Racing, dat nu reed met een Toyota GR Supra. Samen met Yuui Tsutsumi won hij een race op het Suzuka International Racing Course. Met 44 punten werd hij vijfde in het klassement. In hetzelfde jaar maakte hij ook zijn debuut in de Super Formula Lights, waarin hij uitkwam voor het team Rn-sports. Hij won twee races op Fuji en Autopolis en behaalde gedurende het seizoen nog drie podiumplaatsen. Met 57 punten werd hij achter Teppei Natori, Giuliano Alesi en Ren Sato vierde in de eindstand.
In 2022 maakt Miyake de overstap naar de Super Formula, waarin hij samen met Sato uitkomt voor het nieuwe Team Goh.